# 曼哈雷斯
曼哈雷斯，是西班牙拉里奥哈自治区的一个市镇。总面积6平方公里，总人口143人（2001年），人口密度24人/平方公里。